# تصويل (علم الفلزات)

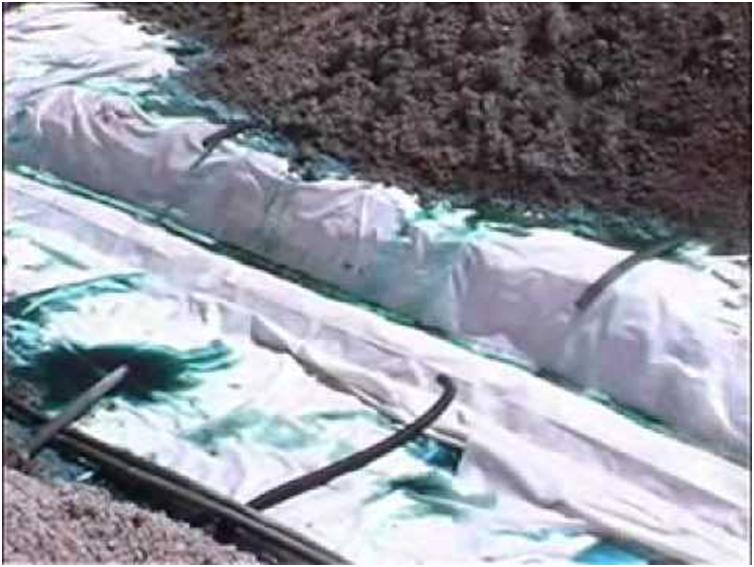
التصويل

التصويل في علم الفلزات هي عملية واسعة الاستخدام في مجال علم استخلاص الفلزات، حيث تعالج فيها الخامة بالمواد الكيميائية الملائمة من أجل تحويل الفلزات القيمة فيها إلى أملاح منحلة، في حين أن الشوائب تبقى غير منحلة، وتزال بالغسل من الوسط، لتشكل فيما يعرف باسم مخلفات التعدين (أو الخوالف).
بالمقارنة مع علم الفلزات الحراري فإن التصويل يتميز بسهولة الإنجاز، واستهلاكه الأقل للطاقة، كما أنه أقل تلويثاً للبيئة بالملوثات الغازية. من جهة أخرى فإن المواد الكيميائية السائلة المستخدمة في التصويل قد تكون ذات أثر ملوث كبير على البيئة، كما هو الحال في تعدين الذهب، حيث يستخدم محاليل من السيانيد السامة، أو باستخدام الأوزون.